# Bahnhof Eisenach West
Der Bahnhof Eisenach West ist ein Haltepunkt an der Bahnstrecke Halle–Bebra in der Stadt Eisenach in Thüringen.

## Geschichte

### Haltepunkt ab 1893
Am 1. August 1893 wurde auf Drängen der Eisenacher Kammgarnspinnerei, damals größtes Industrieunternehmen der Stadt, in unmittelbarer Nähe des westlichen Hauptzuganges zum Firmengelände der Haltepunkt Eisenach-West eingeweiht. An dieser verkehrsgünstigen Stelle, etwa 2,2 km westlich des Hauptbahnhofes, ließ das Eisenacher Elektrizitätswerk als Betreiber der Eisenacher Straßenbahn sogleich die Endhaltestelle der Weststadt-Linie errichten. Die westlich und nördlich anschließenden Straßen wurden ab 1900 von der Stadtverwaltung zum Bau von Industriearbeiter-Mietskasernen vorgesehen, somit bildete der Westbahnhof das Herz eines neu entstehenden Vorstadtbezirkes nördlich der Kammgarnspinnerei.

### Der Bahnhof wird erbaut
Schon in den Jahren von 1902 bis 1905 wurde mit dem Bau der Bahnstrecke Schwebda–Wartha über Creuzburg, Mihla und Treffurt das Verkehrsaufkommen erhöht und der Fahrbetrieb wurde durch die vermehrten Zugpaarungen komplizierter.
Zur gleichen Zeit wurde die Anhebung des Gleiskörpers um bis zu 4 m erforderlich, um die zahlreichen Straßenübergänge im Stadtgebiet kreuzungsfrei realisieren zu können. Für dieses erste Großprojekt im 20. Jahrhundert stellte die Stadt 500.000 Reichsmark zur Verfügung. 10.000 m³ Bruchsteinmauerwerk, 850 t Profilstahl für Viadukte und etwa 340.000 m³ Schotter und Gleisbett wurden auf der etwa 4 km langen Trasse vom Gaswerk Eisenach bis zum Köpping/Hörselbrücke verbaut. Seitdem prägt eine 4 m hohe Mauer entlang der Rennbahn das Eisenacher Stadtbild. Auch der Westbahnhof musste im Zuge der Bauarbeiten auf das neue Trassenniveau angehoben werden, der Bahnhof erhielt hierbei seine heutige Gestalt und weitere Weichen für Hilfsgleise eingefügt.

### Bis 1961

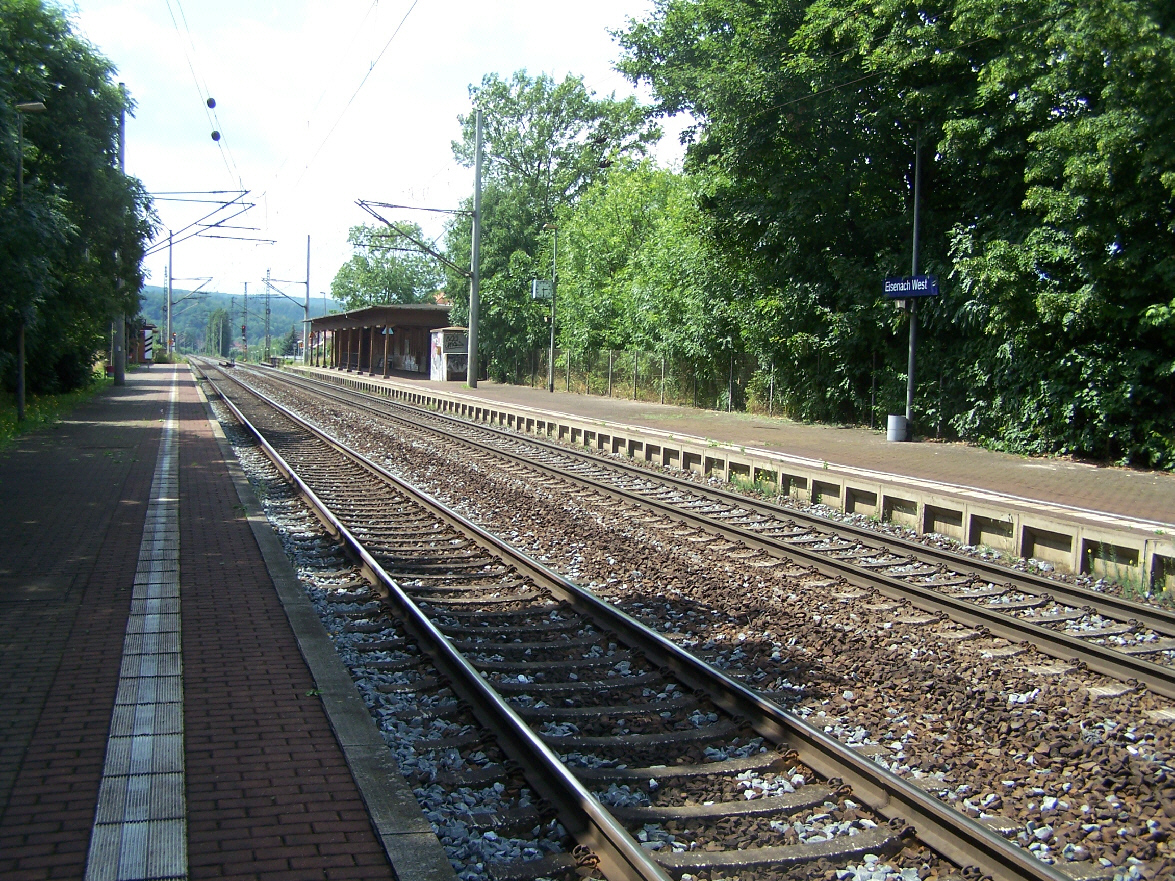
Eisenach-West – Bahnsteige (2008)

Während des Ersten Weltkrieges wurde Eisenach-West durch eine Neuordnung der Zughierarchie (Einführung von Militär-Expresszügen) zur wesentlichen Entlastung zum Rangierbahnhof für den Eisenacher Bahnhof aufgewertet, erst in den 1920er Jahren entstanden die bereits dringend benötigten Anlagen des Güterbahnhofs.
Anfang der 1930er Jahre wurde vom Westbahnhof ein Industriegleis zum neu entstandenen Eisenacher Gaswerk gelegt.
Seit August 1939 wurde, auch auf Drängen der Kali-Industrie im Werra-Kalirevier, durch eine Optimierung der Fahrpläne für Personen- und Güterzüge die Transportkapazität enorm gesteigert. Am Bahnhof Eisenach-West wurde eine Bahnpost-Dienststelle betrieben.
Während der Kampfhandlungen zum Ende des Zweiten Weltkrieges wurde die unmittelbar westlich des Bahnhofs gelegene Eisenbahnbrücke über die Kasseler Straße gesprengt und der Zugverkehr für einige Wochen zum Stillstand gebracht. Im August 1945 wurde der Verkehr mit 20 Reisezugpaaren pro Tag wieder aufgenommen.
Die Betriebsbedingungen wurden durch die politischen Rahmenbedingungen enorm erschwert, da Eisenach nun unweit der Zonengrenze lag und der Verkehr mit den westlichen Besatzungsmächten abgestimmt werden musste. Eine Sonderregelung für den Streckenabschnitt Eisenach–Herleshausen–Gerstungen – analog zur Whisky-Wodka-Linie – konnte nicht gefunden werden. Ein weiteres Problem wurde der Waren- und Menschenschmuggel. Razzien wurden auch auf dem Westbahnhof zur Tagesordnung.

### Stilllegung und Neubeginn
Nach dem Bau der Berliner Mauer im August 1961 hielten in Eisenach-West nur noch wenige Personenzüge. Am 1. September 1969 erfolgte die Einstellung des Gesamtverkehres auf der Strecke Wartha–Mihla und am 25. September 1976 auf der Strecke Bahnhof Wartha–Hörschel–Eisenach.
Ende der 1980er Jahre wurde es durch den Bau des neuen Betriebsteils des Automobilwerkes Eisenach westlich der Stadt (heute Opel Eisenach) notwendig, einen Zubringerverkehr einzurichten. Im Kursbuch 1989/90 sind dazu drei Zugpaare (Gotha–)Wutha–Eisenach Hbf–Eisenach West–Eisenach AWE ausgewiesen.
Nach der Wiedervereinigung wurde der Bahnhof grundsaniert und ist heute Halt der RB6 von Eisenach nach Bebra. Seit dem 2. Juni 1991 erfolgte schrittweise die Wiederinbetriebnahme der rekonstruierten und nun elektrifizierten Strecke Eisenach–Wartha–Gerstungen, hierzu wurden die Gebäude umfangreich saniert. Am 15. Dezember 1992 nahm die Hörseltalbahn GmbH (HTB) den Betrieb am Bahnhof Eisenach-Stedtfeld auf und kurze Zeit später wurde am 23. Mai 1993 der Haltepunkt Eisenach-Opelwerk eröffnet.

## Anlagen
Der denkmalgeschützte Bahnhof besteht aus zwei Gebäuden, welche durch einen Verbindungstunnel unter dem Gleiskörper miteinander in Verbindung stehen und so den raschen Zugang zwischen den beiden Bahnsteigen ermöglichen.

### Das südliche Bauwerk
Das südliche Bauwerk wurde als Empfangs- und Abfertigungsgebäude genutzt. Es ermöglicht den Zugang zum Bahnhof und steht an der Kasseler Straße. Es ist ein bahntypischer Klinkerbau und war für die speziellen Funktionalitäten des Bahnbetriebs der 1920er Jahre optimiert. Ein kleiner Warteraum und der Schalterbereich befanden sich im Erdgeschoss, über eine Treppe gelangte man auf den zeitweise überdachten Bahnsteig in Fahrtrichtung Erfurt. Im Obergeschoss befanden sich Diensträume des Bahnpersonals, Signaltechnik und andere technische Apparate; heute ist dieser Bereich Abstellkammer bzw. Lager.

### Das nördliche Bauwerk
Dieses Nebengebäude beherbergte im Erdgeschoss eine Außenstelle der Bahnpost, die über einen separaten Dienstzugang und Laderampe von Norden aus der Rennbahn zugänglich war. Über einen schmalen unterirdischen Verbindungsgang war der Bahnsteig der Fahrtrichtung Gerstungen mit dem Warteraum und dem Schalterbereich verbunden. Eine Außentreppe ermöglichte den Abstieg zur Rennbahn. Dieser Bahnsteig verfügt über eine etwa 20 m lange, überdachte Zone für die Fahrgäste. Die angrenzenden Räume des Obergeschosses wurden für Verwaltung und technische Zwecke und als Kiosk genutzt. Dieses Gebäude wurde nach der Schließung des Bahnhofes Eisenach-West zur Heimstatt des Eisenacher Modelleisenbahn-Vereins, der hier eine Schauanlage aufgebaut hat. Das Gebäude und die Bahnsteigüberdachung wurde am 13. Februar 2017 durch einen Brand schwer beschädigt.

### Bahnsteige
| Gleis | Länge in m | Höhe in cm | Nutzung                |
| ----- | ---------- | ---------- | ---------------------- |
| 1     | 136        | 38         | Züge Richtung Bebra    |
| 2     | 111        | 38         | Züge Richtung Eisenach |

## Verkehr
Der Bahnhof Eisenach West wird von der Linie RB 6 bedient.
| Linie | Verlauf | Takt                                     |
| ----- | --- | ---------------------------------------- |
| RB 6  | Eisenach Hbf – Eisenach West – Eisenach Opelwerk – Hörschel – Herleshausen – Gerstungen – Wildeck-Obersuhl – Wildeck-Bosserode – Wildeck-Hönebach – Ronshausen – Bebra Stand: Fahrplanwechsel Dezember 2024 | 60 min (wochentags) 120 min (Wochenende) |